# NHK北見放送局
NHK北見放送局（エヌエイチケイきたみほうそうきょく）は、北海道のオホーツク総合振興局管内を放送対象地域とする日本放送協会（NHK）の地域放送局。
テレビとラジオで地域放送を行っていたが、北海道のNHKにおける2022年度改革により旭川放送局と事実上統合され、旭川からの送出に変わっている。

## 放送局概要
NHKの中で日本最北端に位置する放送局であり、民放を含めた全放送局の中でもコールサイン及び番組制作機能を有する日本最北端の放送局であり、総合テレビを放送している51放送局のうち最も放送対象地域内の人口が少ない放送局でもある。
オホーツク海沿岸一帯がエリアとなっている。放送局はオホーツク管内の最大都市・北見市にあるものの、親局となる送信所はオホーツク総合振興局所在地・網走市にある。
当局の緯度は北緯43度48分40秒であるため日本最北端の放送局であるが、当局に次いで高緯度に位置する旭川局の緯度は北緯43度46分17秒であり、当局の緯度との差は2分23秒、長さにして4.4kmほどしかない。
「1道1ブロック」という他都府県と異なる環境にあることから北海道のNHKは独自の改革を時間をかけて進めていて、当初小樽・岩見沢両局を札幌放送局の報道室に格下げした1988年（昭和63年）の合理化の際、北見局を旭川局の、帯広放送局を釧路放送局の、室蘭放送局を札幌局の、それぞれ支局に格下げして統合するという今日の体制の下地となる案が出されていた。この時は地域の反発が根強く見送られた。
しかし2015年に道内他局共々営業部が廃止され札幌局営業推進部に統合移管された。この際、北見局管内は旭川局内に設置された出先機関「札幌放送局営業推進部北海道北営業センター」の担当となり、部分的にせよ27年前に示された合理化が実行されることとなった。
2020年には、釧路・室蘭両局と共に「企画総務部」と「放送部」が統合し「メディア部」に改組され、「技術部」との2部体制となった。
そして2022年春の改編に於いて、道内7局がそれまで担当してきたローカル枠の放送エリアを再編し、関係局の業務と体制の大幅な見直しを進めることとなり、北見局メディア部の機能のうち「編成」と「アナウンス」が旭川局に統合され、北見局制作の全ての番組は旭川局との共同制作形式に変わった。一方で旭川送出となる「道北・オホーツク」エリア向けの放送時間を拡大、7局体制を維持し地域サービスの強化を掲げる。
また2023年春の改革では、地域放送局の「部制」から「センター制」への移行が北海道でも実施され、北見局では「メディア部」と「技術部」が廃止・統合され、実質的に「北見メディアセンター」として全局一丸の組織になった。
所在地
北海道北見市北斗町2丁目3-24
コールサイン
- 総合テレビ・ラジオ第1・FM：JOKP（-DTV、-FM）
- 教育テレビ・ラジオ第2：JOKD（-DTV）

## 沿革
- 1942年1月1日 - 現・ラジオ第1放送開局。

## チャンネル・周波数

### 網走市の基幹送信所所在地
デジタルテレビ（網走局）、アナログテレビ・FM（北見局）
網走市天都山
ラジオ第1・第2（北見局）
網走市呼人（大観山）
補足
- 地上デジタルテレビジョン放送は2011年7月24日でその役割を終えたアナログ放送の施設をそのまま活用し、送信アンテナとデジタル放送設備のみ新設。
- 地上デジタルテレビジョン放送にはコールサインが付与されたため、北見放送局の親局となる。
- FM放送、ラジオ放送の基幹送信所は、網走市に所在するにもかかわらず、北見局と称している。かつてのアナログテレビ放送も同様であった。これは、北見放送局の親局という位置づけのためである。また、北見市に所在する中継局は、新北見局と称している。このような呼称はNHKのみ。
- 地上デジタル放送の送信所については民放と同様に、網走市の親局は網走局、北見市の中継局は北見局と称している。

### テレビ
| 局名                                | デジタル                     | デジタル                     | デジタル                     | デジタル                     | アナログ 2011年7月24日停波時点 | アナログ 2011年7月24日停波時点 | アナログ 2011年7月24日停波時点 |
| 局名                                | 総合ch （ID：3）             | 教育ch （ID：2）             | 空中線電力                   | 放送開始日                   | 総合ch                         | 教育ch                         | 映像空中線電力                 |
| ----------------------------------- | ---------------------------- | ---------------------------- | ---------------------------- | ---------------------------- | ------------------------------ | ------------------------------ | ------------------------------ |
| 網走（網走市） （アナログは北見）   | 18                           | 13                           | 1kW                          | 2007年10月1日                | 3                              | 12                             | 1kW                            |
| 北見（北見市） （アナログは新北見） | 30                           | 23                           | 50W                          | 2007年10月1日                | 9                              | 2                              | 75W                            |
| 置戸                                | 45                           | 37                           | 300mW                        | 2008年3月31日                | 52                             | 50                             | 3W                             |
| 遠軽                                | 30                           | 23                           | 10W                          | 2009年1月16日                | 2                              | 10                             | 100W                           |
| 紋別                                | 30                           | 23                           | 10W                          | 2009年1月16日                | 45                             | 47                             | 100W                           |
| 佐呂間                              | 15                           | 23                           | 1W                           | 2009年3月16日                | 52                             | 50                             | 10W                            |
| 佐呂間知来                          | 15                           | 23                           | 1W                           | 2009年3月16日                | 45                             | 47                             | 10W                            |
| 若佐                                | 18                           | 13                           | 300mW                        | 2009年3月16日                | 44                             | 46                             | 3W                             |
| 訓子府                              | 15                           | 49                           | 100mW                        | 2009年9月1日                 | 44                             | 46                             | 1W                             |
| 留辺蘂                              | 15                           | 37                           | 1W                           | 2009年10月13日               | 48                             | 45                             | 10W                            |
| 丸瀬布                              | 45                           | 42                           | 3W                           | 2009年12月11日               | 53                             | 51                             | 30W                            |
| 津別                                | 39                           | 23                           | 300mW                        | 2009年12月14日               | 52                             | 50                             | 3W                             |
| 滝上                                | 18                           | 13                           | 5W                           | 2009年12月24日               | 4                              | 12                             | 30W                            |
| 興部                                | 15                           | 21                           | 300mW                        | 2010年10月1日                | 51                             | 49                             | 3W                             |
| 常呂                                | 40                           | 37                           | 10mW                         | 2010年12月24日               | 51                             | 59                             | 100mW                          |
| 北見若葉                            | 15                           | 49                           | 10mW                         | 2010年12月24日               | 44                             | 38                             | 100mW                          |
| 網走新町                            | 42                           | 39                           | 10mW                         | 2010年12月24日               | 52                             | 60                             | 100mW                          |
| 生田原                              |                              |                              |                              | 2010年3月                    | 9                              | 11                             | 100mW                          |
| 網走鉄南                            | アナログ放送終了とともに廃止 | アナログ放送終了とともに廃止 | アナログ放送終了とともに廃止 | アナログ放送終了とともに廃止 | 51                             | 59                             | 100mW                          |
| 芭露                                | アナログ放送終了とともに廃止 | アナログ放送終了とともに廃止 | アナログ放送終了とともに廃止 | アナログ放送終了とともに廃止 | 53                             | 51                             | 3W                             |
| 中渚滑                              | アナログ放送終了とともに廃止 | アナログ放送終了とともに廃止 | アナログ放送終了とともに廃止 | アナログ放送終了とともに廃止 | 57                             | 49                             | 100mW                          |
| 西興部                              | アナログ放送終了とともに廃止 | アナログ放送終了とともに廃止 | アナログ放送終了とともに廃止 | アナログ放送終了とともに廃止 | 6                              | 10                             | 1W                             |

オホーツク管内のデジタル送信所・中継局の整備は当初計画分については上表の分をもって完了。

### ラジオ
| 局名             | AM                | AM                | AM         | FM             | FM         |
| 局名             | 第1周波数 （kHz） | 第2周波数 （kHz） | 空中線電力 | 周波数 （MHz） | 空中線電力 |
| ---------------- | ----------------- | ----------------- | ---------- | -------------- | ---------- |
| 北見（網走市）   | 1188              | 702               | 10kW       | 86.0           | 250W       |
| 新北見（北見市） | 1584              | -                 | 100W       | 84.5           | 100W       |
| 遠軽             | 1026              | 1539              | 100W       | 83.8           | 100W       |
| 丸瀬布           |                   |                   |            | 84.5           | 10W        |
| 紋別             | 85.1              | 100W              |            |                |            |
| 滝上             | 83.6              | 10W               |            |                |            |

## 支局
- 網走
- 紋別

## 主な北見局制作番組
- ほっとニュース道北・オホーツク（月曜 - 水曜 18:40 - 18:55、木曜・金曜 18:40 - 19:00）※旭川局との共同制作
- オホーツクわが母校（不定期）

## 過去の制作番組
- 総合テレビ
  - イブニングネットワーク北見（平日 18:45 - 19:00）
  - 情報プリズム北見（平日 18:56 - 19:00）
  - ほくほくテレビオホーツク（月曜 - 木曜 18:45 - 19:00）
  - オホーツク情報広場（月曜 - 木曜 18:45 - 19:00）
  - オホーツクきんよう広場（金曜 18:30 - 19:00）
  - ほっからんどオホーツク（平日 11:50 - 11:54）
2008年4月から放送開始。1997年ころまでは「ほっからんど北見」として上記の時間帯に放送を行っていた。その後、上記の時間帯は札幌放送局と同時放送を実施していた。実質、11:50 - 11:54の時間帯による北見放送局制作の番組は10年ぶりの復活といえる。
  - つながる@オホーツク（平日 11:50 - 11:54）
  - まるごとニュース北海道オホーツク（平日 18:45 - 18:56）
  - ネットワークニュース北海道オホーツク（平日 18:45 - 18:56）
- FM放送
  - KPジョッキー（1970年代前半 - 1989年）
  - FMリクエストアワー（きたみヤングヤングサタデー）

## アナウンサー・キャスター
2022年度改革により北見局メディア部の編成とアナウンスが旭川局に統合されたため、北見局所属形式でのアナウンススタッフは存在しない。
前年夏に赴任したアナウンサーの後藤理はこれに伴い赴任から1年足らずで旭川局に転勤となったが、同様に契約終了となったキャスターのうち、ベテランの舛川弥生が北見で家庭を持ったこと、オホーツク総合振興局管内単一でもかなりの広域であることが考慮され北見局「駐在」の形で残り、必要に応じて旭川局に行くこともあったが基本的に北見局を拠点としてオホーツクエリアの取材を担当していた。
舛川が2023年度いっぱいで退局して以降は、合理化のため後任は置かれず、今後は取材した報道記者やディレクターによる直接出演又は旭川局から必要に応じて人員派遣の形が採られる。

## 火災
2015年12月19日0時35分頃、2階から出火し、2階の事務所など約470平方メートルが焼け、約4時間後に鎮火した。
- 大出岳史局長（当時）等が事後処理に当たった。
- この火災の影響で局内見学の受付と局内にあるギャラリー（『KPすぺーす』・『ほっとすぺーす』）の貸し出しを一時的に休止していたが、いずれも翌2016年秋に再開された。